# Челси (Массачусетс)
Челси (англ. Chelsea) — город в округе Саффолк в Массачусетсе в Соединённых Штатах Америки; фактически является пригородом Бостона, который находится прямо через реку Мистик. В ряде русскоязычных энциклопедий начала XX века используется название Чельси.
Перепись 2020 года показала, что в Челси проживает 40 787 человек, что делает его одним из самых густонаселенных городов в Массачусетсе, уступая по этому показателю только Сомервиллю. С общей площадью 2,46 кв. миль (~6,4 км2), Челси является самым маленьким городом в штата по общей площади. В Челси самый высокий процент латиноамериканцев в Массачусетсе после города Лоуренса.

## История
Район, где сейчас находится город Челси, коренные американцы из племени наумкеаг, жившие там за тысячи лет до появления европейцев в доколумбову эпоху, называли Виннисиммет, что, в буквальном переводе, означает «болотный холм».

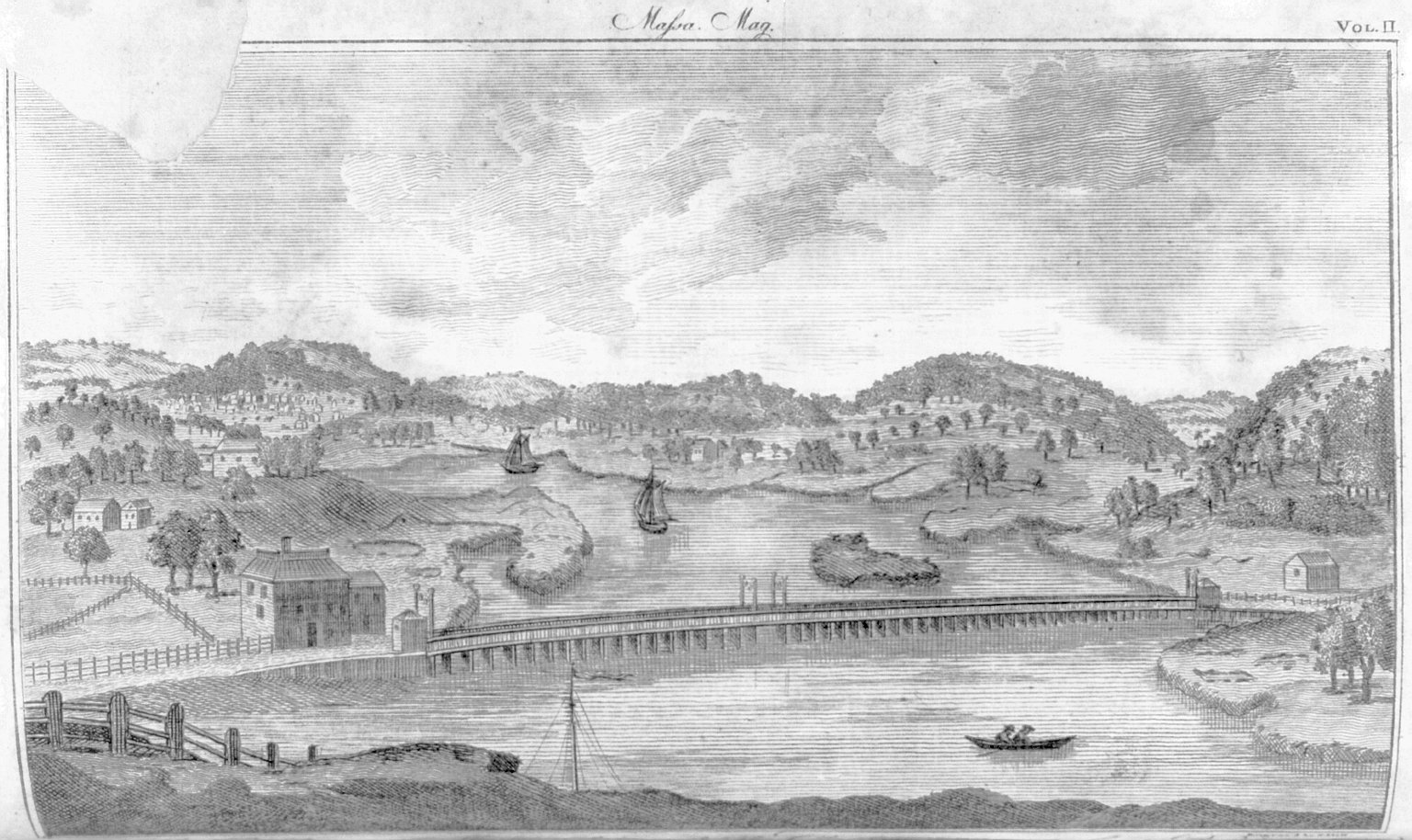
Мост через реку Мистик (река, Массачусетс) разделяющую Бостон и Челси
(рисунок 1790 года)

Первым европейцем, который обосновался на постоянной основе в Виннисиммете стал английский колонист Сэмюэл Маверик (ок. 1602 — ок. 1670). Его обнесенный частоколом торговый пост построенный в 1624 году считается первым постоянным поселением у Бостонской бухты, где 16 декабря 1773 года состоялось знаменитое «Бостонское чаепитие». В 1635 году Маверик продал весь Виннисиммет, за исключением своего дома и фермы, Ричарду Беллингему — губернатору колонии Массачусетского залива, после чего здесь быстро появилось новое поселение, которое было названо в честь Челси — пригорода Лондона (ныне исторического района британской столицы).
В 1775 году, в ходе Войны за независимость США, здесь произошло Сражение при Челси-Крик, в котором восставшие колонисты не только одержали победу, но и впервые захватили британский военный корабль — шхуну «Диана», что заметно повысило моральный дух восставших против Британской империи.

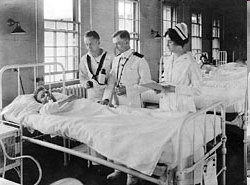
Военно-морского госпиталь Бостона в Челси (1911 год)

Челси развивался как классический американский город во время промышленной революции. К середине XIX века он стал центром строительства деревянных парусных судов. По мере того, как паровые двигатели начала вытеснять эпоху паруса, и промышленность в городе начала смещаться в сторону более технологичных производств. Фабрики, производящие резиновые и эластичные изделия, сапоги и туфли, печи и клеи, начали появляться вдоль берегов Бостонской гавани.
В 1857 году в Челси был открыт новый Военно-морской госпиталь, спроектированный Александром Пэррисом в 1836 году (хотя его официальное название Военно-морского госпиталь Бостона (англ. Naval Hospital Boston).
В 1866 году была основана Фарфоровая фабрика Челси. Её продукция отражает эстетику периода историзма и воспроизводит многие исторические стили, образцы античной, китайской, ренессансной керамики

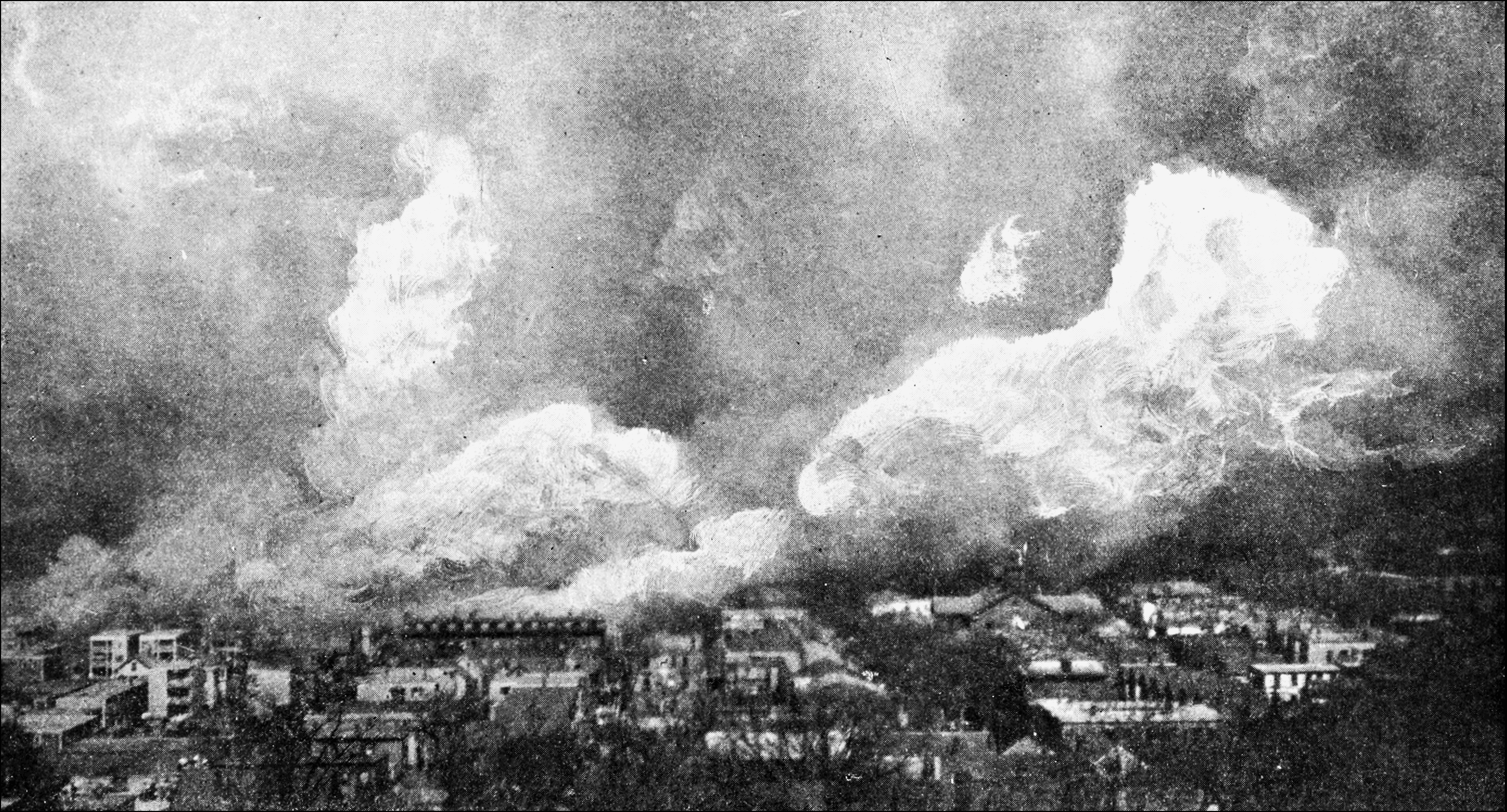
Первый великий пожар в Челси. Фотография сделана с крыши Военно-морского госпиталь Бостона (1908 год)

12 апреля 1908 года почти половина Челси была уничтожена Великим пожаром. Огонь оставил без крова 18 тысяч человек (56 процентов населения). Многие жители города были приняты теми горожанами, чьи дома пережили катастрофу; другие искали убежища в близлежащем Ревире. Городу потребовалось около двух с половиной лет, чтобы восстановиться, и пять лет, чтобы превзойти масштабы инфраструктуры 1908 года. После пожара архитектура города изменилась и улицы стали существенно более широкими.
К 1919 году население Челси достигло 52 662 человек, причем 46 процентов населения составляли иностранцы. Процветали порт, судостроение, лесозаготовительные предприятия, металлообрабатывающие заводы и другие компании вдоль Маргинал-стрит. В период с 1940 по 1980 год население сократилось на 38 процентов. Челси потерял больше населения, чем другие городские районы после 1950-х годов из-за строительства надземной Северо-восточной скоростной автомагистрали, построенной для соединения пригородов Северного побережья с Бостоном через мост Мистик-Ривер (позже переименованный в честь мэра Бостона Мориса Дж. Тобина).

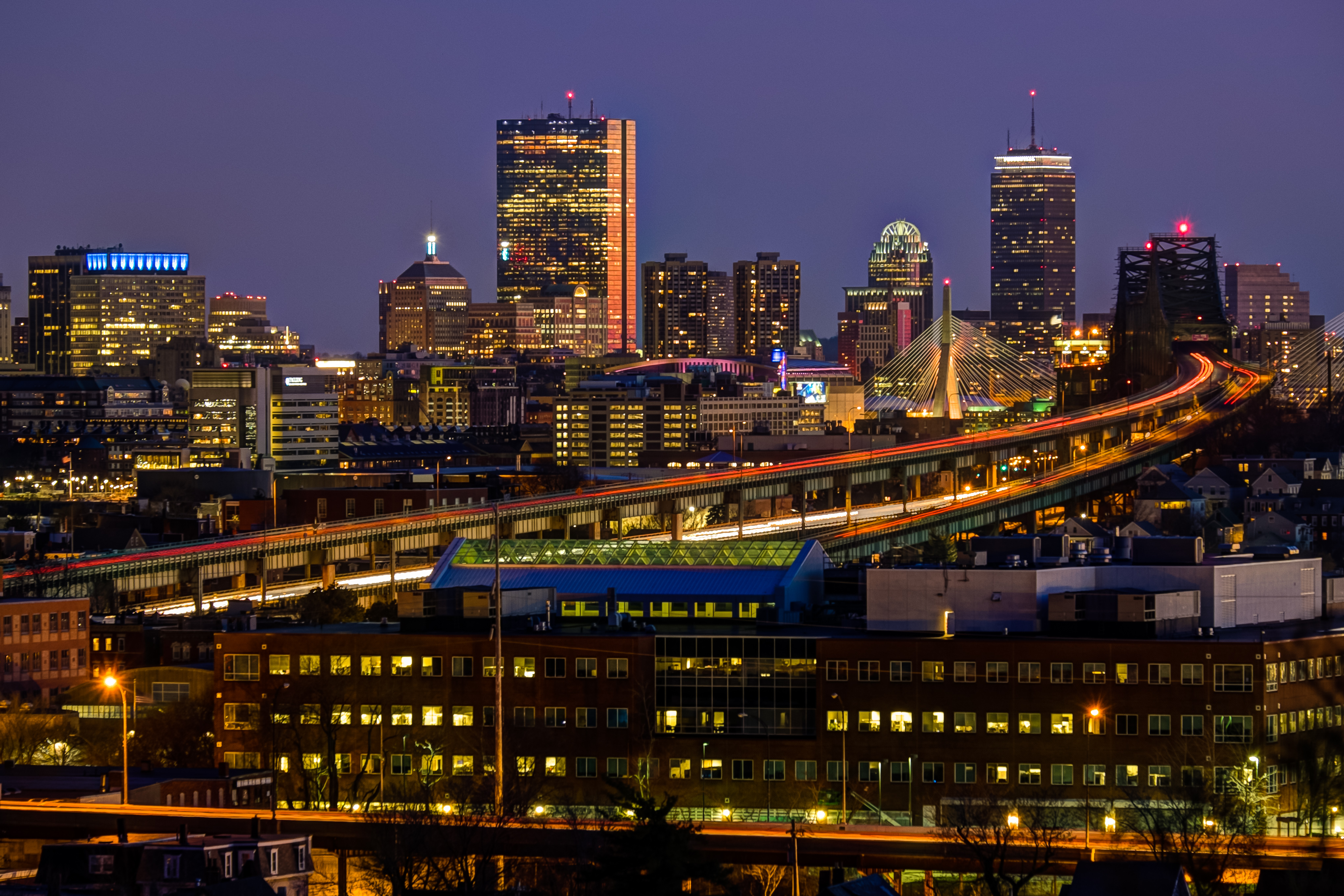
Вид на ночной Бостон из города Челси из парка Мэлоун

В 1973 году, несмотря на меры безопасности принятые в начале века, в Челси произошёл Второй великий пожар. Огонь почти полностью уничтожил 18 городских кварталов, оставив почти пятую часть города в пепле. Как и при первом пожаре, очаг возгорания находился в «районе тряпичных магазинов» Челси, загроможденных улицах, заполненных старьевщиками, торгующими ломом, металлом и горючими предметами. Деревянные каркасные здания и дома на три-шесть семей были построены вплотную друг к другу, что способствовала быстрому распространению пламени.
К 1990 году Челси лихорадило в экономическом и социальном плане; процветали преступность и коррупция среди полиции и местных властей. Отток населения открыл дорогу большему количеству иммигрантов, что истощило казну города, так как большинство работали нелегально, не платя налоги в местный бюджет. Поэтому в 1991 году город потерпел фискальный крах.
Содружество Массачусетса приняло специальный закон, чтобы передать Челси под внешнее управление. Впервые со времён Великой депрессии город Массачусетса отказался от самоуправления и позволил назначенному штатом представителю контролировать все аспекты городского управления. Губернатор Уильям Уэлд назначил Джеймса Карлина (англ. James Carlin) первым управляющим, которого затем сменил Льюис «Гарри» Спенс (англ. Lewis "Harry" Spence). Городской совет был распущен, полиция и пожарные были реорганизованы, управление государственными школами передано Бостонскому университету, а также был выдвинут ряд обвинений в адрес городских чиновников. Мэр Джон «Батчи» Бреннан и два предыдущих мэра были признаны судом виновными в федеральных преступлениях. К лету 1995 года, когда государство вернуло самоуправление жителям Челси, начало работу новое руководство Челси.